# Love at First Sight (Kylie Minogue)
"Love at First Sight" dance-pop je pjesma australske pjevačice Kylie Minogue. Objavljena je kao treći singl s njenog 8. studijskog albuma, Fever, 10. lipnja 2002. godine, u izdanju diskografskih kuća Parlophone, Capitol i Mushroom. 

## O pjesmi
Pjesmu su napisali Minogue, Richard Stannard, Julian Gallagher, Ash Howes i Martin Harrington, a producirali Stannard i Gallagher. Kad je objavljena kao singl, postala je Minoguein 24. hit na jednom od prvih 10 mjesta u Ujedinjenom Kraljevstvu. Pjesma je nominirana za Grammy nagradu u kategoriji "Best Dance Recording" (Najbolja dance snimka) 2002. godine, i tako donijela Minogue njenu prvu nominaciju za Grammy. Također, pjesma je dobila MTV Europe Music nagradu za "Best Pop" (Najbolji pop) 2002 godine.
U pjesmi Minogue kaže da je imala jedan od onih dana kad je mislila da će poludjeti, sve dok nije došao on. Tad je sve od pogrešnog postalo ispravno, zvijezde su došle i ispunile nebo, glazba koju je svirao uzburkala je njene misli. To je bila ljubav na prvi pogled (eng. love at first sight).
Pjesma nije slična Minogueinoj prijašnjoj pjesmi "Love at First Sight" s njenog debitantskog albuma Kylie (1988.).
Pjesma i njen spot korišteni su u sjevernoameričkoj glazbenoj videoigri iz 2003. godine, DDRMAX2 Dance Dance Revolution.
Minogue je izvodila pjesmu na sljedećim koncertnim turnejama:
- KylieFever2002
- Showgirl: The Greatest Hits Tour
- Showgirl: The Homecoming Tour
- KylieX2008
- For You, For Me Tour
- Aphrodite World Tour

Pjesma je također izvedena na Money Can't Buy, televizijskom koncertu iz 2003. godine.

### Uspjeh na top ljestvicama
"Love at First Sight" objavljena je 10. lipnja 2002. godine u Ujedinjenom Kraljevstvu, debitirala je na 2. mjestu i ukupno provela 12 tjedana na Top 75. Također postala je Minogueino treće izdanje na vrhu airplay ljestvica u Ujedinjenom Kraljevstvu. Pjesma je puštena 3.116 puta u jednom tjednu, i tako je Minogue oborila rekord koji je prije imala s "Can't Get You out of My Head."
Pjesma je bila uspješna i izvan Ujedinjenog Kraljevstva. Dospjela je na mjesto između prvih 10 u Izraelu, Hong Kongu, Kanadi, Mađarskoj, Irskoj, Novom Zelandu itd. Dok je u Minogueinoj rodnoj Australiji pjesma debitirala na 3. mjestu na ljestvici. Dobila je zlatnu certifikaciju od Australije za preko 35.000 prodanih primjeraka.
Zbog odličnih kritika, pjesma je objavljena u SAD-u s drugačijim aranžmanom koji su pravili Ruff & Jam. Minogue je prije našla uspjeh na ljestvici Billboard Hot 100 s pjesmama "The Loco-Motion" iz 1988. godine (3. mjesto) i "Can't Get You Out Of My Head" iz 2001. godine (7. mjesto). "Love at First Sight" postalo je njeno drugo uzastopno izdanje koje je dospjelo na jednom od prvih 40 mjesta na Billboard ljestvicama, dospijevajući na 23. mjesto. Našla se i na ljestvici Hot Dance Music/Club Play i to na 1. mjestu.
28. prosinca 2008. godine, pjesma je dospjela na 634. mjesto ljestvice Australia's Top 1000 Party Hits (Australski top 1000 hitova za zabave) od televizije VH1.

## Popis pjesama
Međunarodni CD singl #1
1. "Love at First Sight" – 3:59
2. "Can't Get Blue Monday Out Of My Head" – 4:03
3. "Baby" – 3:48
4. "Love at First Sight" spot

Međunarodni CD singl #2
1. "Love at First Sight" – 3:59
2. "Love at First Sight" (Ruff and Jam Club mix) – 9:31
3. "Love at First Sight" (The Scumfrog's Beauty and the Beast Vocal edit) – 4:26

| Australski CD singl 1. "Love at First Sight" – 3:59 2. "Can't Get Blue Monday out of My Head" – 4:03 3. "Baby" – 3:48 4. "Love at First Sight" (Ruff and Jam Club mix) – 9:31 5. "Love at First Sight" (Twin Masterplan mix) – 5:55 6. "Love at First Sight" (The Scumfrog's Beauty and the Beast Vocal edit) – 4:26 Vinilni singl 1. "Love at First Sight" – 3:59 2. "Love at First Sight" (Kid Creme Vocal dub) — 6:27 3. "Can't Get You out of My Head" – 4:03 4. "Love at First Sight" (The Scumfrog's Beauty and the Beast Vocal mix) – 8:54 5. "Love at First Sight" (The Scumfrog's Beauty and the Beast Acappella) – 1:34 | Službeni remiksevi 1. "Love at First Sight" (Album edit) – 3:58 2. "Love at First Sight" (Ruff and Jam Radio Vocal 7") – 3:38 3. "Love at First Sight" (Ruff and Jam U.S. remix) – 3:38 4. "Love at First Sight" (Ruff and Jam Lounge mix) – 4:41 5. "Love at First Sight" (The Scumfrog's Beauty and the Beast dub) – 8:54 6. "Love at First Sight" (Kid Creme Vocal-Less dub) – 6:23 7. "Love at First Sight" (Kid Creme Vocal edit) – 2:35 8. "Love at First Sight" (David Guetta & Joachim Garraud Dancefloor Killa mix) – 6:26 9. "Love at First Sight" (Ruff and Jam Radio mix Instrumental) – 3:48 10. "Love at First Sight" (David Guetta & Joachim Garraud Mekaniko mix) – 6:21 |

## Videospot
Spot za pjesmu snimljen je u Dublinu 12. svibnja 2002. godine. 
Spot prikazuje Minogue obučenu u bijelu majicu i vrećaste hlače, te žute potpetice. Nosi naušnicu s velikim privjeskom srebrnim K, te narančastu narukvicu s njenim inicijalima, KM. Izvodi futuristički ples, u prvim scenama spota sama, a onda joj se pridružuju plesači u futurističkim kostimima. Kamera uopće ne mijenja kut, a zaslon je cijelo vrijeme išaran bijelim crtama i geometrijskim oblicima. Pozadina je futuristička, futuristički grad, futurističko nebo i futuristička siva prostorija.

## Top ljestvice
| Top ljestvica (2002.)             | Najviša pozicija |
| --------------------------------- | ---------------- |
| Australija                        | 3                |
| Austrija                          | 29               |
| Kanada                            | 5                |
| Danska                            | 6                |
| Nizozemska                        | 22               |
| Francuska                         | 33               |
| Finska                            | 18               |
| Italija                           | 8                |
| Novi Zeland                       | 9                |
| Rumunjska                         | 3                |
| Švicarska                         | 22               |
| Ujedinjeno Kraljevstvo            | 2                |
| SAD Billboard Hot 100             | 23               |
| SAD Billboard Pop Songs           | 12               |
| SAD Billboard Hot Dance Club Play | 1                |

## "Love at First Sight" (inačica iz 1988. godine)
Minogue ima još jednu pjesmu koja se zove "Love at First Sight", a nalazi se na njenom debitantskom albumu "Kylie", te na nekoliko kompilacija.
Izvodila ju je na turneji "Enjoy Yourself Tour".